# Armata 1 Franceză
Armata 1 Franceză (în franceză 1re Armée) a fost o armată de câmp a Franței care a luptat în timpul Primului și celui de-Al Doilea Război Mondial. A fost activă și în timpul Războiului Rece.
La mobilizarea din august 1914, generalul Auguste Dubail a fost pus la conducerea Armatei 1 Franceze. 
În timpul celui de-Al Doilea Război Mondial, Armata I Franceză, a fost succesiv sub comanda generalului Georges Blanchard, René Prioux și Jean de Lattre de Tassigny.